# Arche-Noah-Falle
|   | a | b | c | d | e | f | g | h |   |
| 8 |   |   |   |   |   |   |   |   | 8 |
| 7 |   |   |   |   |   |   |   |   | 7 |
| 6 |   |   |   |   |   |   |   |   | 6 |
| 5 |   |   |   |   |   |   |   |   | 5 |
| 4 |   |   |   |   |   |   |   |   | 4 |
| 3 |   |   |   |   |   |   |   |   | 3 |
| 2 |   |   |   |   |   |   |   |   | 2 |
| 1 |   |   |   |   |   |   |   |   | 1 |
|   | a | b | c | d | e | f | g | h |   |

Die Arche-Noah-Falle ist eine Eröffnungsfalle im Schach.
Sie entsteht in der Modernen Steinitz-Verteidigung der Spanischen Partie nach den Zügen
1. e2–e4 e7–e5 2. Sg1–f3 Sb8–c6 3. Lf1–b5 a7–a6 4. Lb5–a4 d7–d6 5. d2–d4 b7–b5 6. La4–b3 Sc6xd4 7. Sf3xd4 e5xd4,
wenn Weiß nun den naheliegenden Fehler 8. Dd1xd4? (besser wäre entweder 8. Lb3–d5 oder das Bauernopfer 8. c2–c3) begeht.
Es folgt 8. … c7–c5 mit Angriff auf die weiße Dame, anschließend c5–c4 nebst Gewinn des weißen Läufers, der keine Rückzugsmöglichkeit hat.
Bemerkenswerterweise schrieb der spätere Weltmeister Alexander Aljechin in seinem Buch über das Turnier von New York 1924, dass die Variante nach der Folge
9. Dd4–d5 (Angriff auf den schwarzen Turm a8 und den Bauern f7) 9. … Lc8–e6 10. Dd5–c6+ Le6–d7 11. Dc6–d5 Ld7–e6 zum Remis durch Stellungswiederholung führt. Er übersah, dass 11. … c5–c4 jetzt möglich ist, da der schwarze Turm mittlerweile gedeckt ist.
Dagegen führt das oben erwähnte Bauernopfer nach 8. c2–c3 d4xc3 9. Dd1–d5 Lc8–e6 10. Dd5–c6+ Le6–d7 11. Dc6–d5 tatsächlich zum Remis durch Stellungswiederholung.
So verlief im Turnier von Budapest 1929 eine Partie Endre Steiner gegen José Raúl Capablanca, in der Schwarz nach dem Figurengewinn leicht gewann.
Die Falle war eigentlich schon viel früher bekannt, da sie in einem Partiekommentar der Deutschen Schachzeitung von 1876 erwähnt wird. Warum sie nach der Arche Noah benannt wurde, ist umstritten. Viele Schachspieler sehen darin eine Anspielung auf ihr „biblisches“ Alter. Der Schachhistoriker Edward Winter hält es dagegen für möglich, dass sie auf den ungarischen Schachspieler Josef Noa zurückzuführen ist.
Eine Variation der Arche-Noah-Falle entsteht aus dem Zentrums-Angriff der Geschlossenen Verteidigung nach der Zugfolge
1. e2–e4 e7–e5 2. Sg1–f3 Sb8–c6 3. Lf1–b5 a7–a6 4. Lb5–a4 Sg8–f6 5. 0–0 Lf8–e7 6. d2–d4
durch b7–b5 7. La4–b3 Sc6xd4 8. Sf3xd4? (8. Sf3xe5) e5xd4 9. Dd1xd4.
In der Partie Diesan gegen Halas, Schilden 1973, zeigte sich der Misserfolg der Arche-Noah-Falle, falls noch das andere Springerpaar auf dem Brett verbleibt.
1. e2–e4 e7–e5 2. Sg1–f3 Sb8–c6 3. Lf1–b5 a7–a6 4. Lb5–a4 d7–d6 5. 0–0 b7–b5 6. La4–b3 Sc6–a5
7. d2–d4 e5xd4 8. Dd1xd4 c7–c5? 9. Lb3xf7+ Ke8xf7 10. Dd4–d5+ Kf7–e8 11. Dd5xa8. Schwarz gab auf.
10. … Lc8–e6 wäre nämlich an 11. Sf3–g5+ gescheitert.